# محمد الرشود
محمد الرشود (1950 - 30 يونيو 2015)، منتج وكاتب مسرحي كويتي. من مواليد منطقة شرق هو شقيق الكاتب المسرحي صقر الرشود، بدأ في التأليف المسرحي في بداية الثمانينات وأنتج وألف عدة مسرحيات في فترة الثمانينات والتسعينات، عرف عنه عمله الدائم مع مجموعة من الفنانين وهم انتصار الشراح وعبد الرحمن العقل ومحمد العجيمي بالإضافة إلى ولد الديرة الذي كان الرشود سببا في انطلاق شهرته الفنية، طوال مسيرته الفنية أنتج الرشود وألف عدة مسرحيات كوميدية ساخرة نالت شهرة واسعة وتميزت بطرحها لقضايا ومشاكل تهم المجتمع الكويتي ومن هذه المسرحيات انتخبوا أم علي ولولاكي والكرة مدورة وبشت المدير وأرض وقرض ولعيونك. توفي في 30 يونيو عام 2015 إثر تعرضه لأزمة قلبية.

## نشأته وتعليمه
في عامه الأول سافر مع أسرته إلى الحجاز، وفي عام 1958 عادت الأسرة إلى الكويت فالتحق الطفل محمد بمدرسة النجاح في الشرق، ومن ثم بالمدرسة المباركية (1962 -1966)، بعد ذلك انتقل إلى ثانوية كيفان، مستكملاً تحصيله العلمي.

## مهنة التدريس
بعد انتهاء مرحلة الدراسة الثانوية، اتجه محمد الرشود إلى حقل التدريس، فالتحق بدار المعلمين في الكويت (1970)، وبعد عامين نال دبلوم دار المعلمين وعين مدرِّساً في وزارة التربية، من ثم حاز إجازة دراسية من وزارة التربية لدراسة الأدب العربي في جامعة الكويت (1977) ونال ليسانس آداب، واستمر في عمله كمدرس وأصبح ناظراً.

## البداية الفنية
بدايته الفنية كانت أثناء دراسته في المرحلة المتوسطة، إذ انتسب إلى فريق التمثيل الخاص بالمدرسة وارتجل مسرحيات وتمثيليات وكان أداؤه متواضعاً. في أحد الأيام من عام 1965، مرض الممثل زيد خلف الذي كان يمثل في مسرحية المخلب الكبير لفرقة مسرح الخليج العربي من إخراج صقر الرشود، فاضطر الأخير إلى الاستعانة بشقيقه محمد الرشود ليؤدي دور الممثل زيد خلف، وفعلاً حلّ محمد بديلاً عن الممثل الحقيقي وجسّد الشخصية لمدة ستة أيام، وفي يوم التصوير التلفزيوني عاد زيد خلف وتم الاستغناء عن محمد الرشود، وعندما علم والده بانخراط ابنه في التمثيل غضب وقال لأخيه صقر: «يكفي واحد» خربان«فلماذا الثاني؟», كلف صقر الرشود أخيه محمد في ذلك الوقت بإعداد مسلسلات إذاعية، وبعد ذلك طلب منه أن يكتب سهرة، فكتب سهرة بعنوان «السراب» وقدّمها إلى تلفزيون الكويت، إلا أن الإدارة تحفّظت عليها، إنقطع الرشود بعد ذلك عن المسرح لفترة ولم يعد إلى المسرح إلا بعد وفاة والده وشقيقه صقر، وانخرط في فريق التمثيل في المدرسة تحت إشراف محمد العشماوي، وكان معه الفنان المسرحي الراحل كنعان حمد، وفي أثناء التحضير لإحدى المسرحيات أعطى العشماوي دور البطولة للفنان كنعان وأعطى محمد الرشود دور الكومبارس، فما كان من الأخير إلا أن انسحب احتجاجاً، في 26 أبريل 1978 انتسب محمد الرشود كعضو فاعل في اللجنة الثقافية لفرقة مسرح الخليج العربي، وبعد وفاة شقيقه صقر عيّن في مركز أمين السر وبدأ مع أعضاء مجلس الإدارة البحث عن نصوص مسرحية، فاقترح عليه الفنان عبد العزيز الحداد صديق الطفولة، أن يحوّل نص سهرة «السراب» إلى مسرحية، وفعلاً تم ذلك وكان اسمها «يا معيريس»، عُرضت عام 1982 وشارك فيها: محمد السريع، عبد العزيز النمش، عبد الرحمن العقل، عبد الله الحبيل وحققت مسرحيته الأولى نجاحاً. بعد ذلك وقع خلاف في وجهات النظر بينه وبين مجلس الإدارة فترك الفرقة واتجه إلى المسرح الخاص مسرح الجزيرة الذي أسسه الراحل صقر الرشود وبدأت نجاحاته في هذه المؤسسة.